# Vljublën po sobstvennomu želaniju
Vljublën po sobstvennomu želaniju è un film del 1983 diretto da Sergej Mikaėljan.

## Riconoscimenti
- Orso d'argento per la migliore attrice al Festival internazionale del cinema di Berlino